# Susan Cooper
Susan Mary Cooper (Burnham, Buckinghamshire, 23 de mayo de 1935) es una escritora inglesa.

## Biografía
Cooper nació en 1935 en Burnham (Buckinghamshire), en donde vivió hasta que tuvo 21 y su familia se mudó a Aberdyfi (Gales). Asistió a la Slough Grammar School y posteriormente obtuvo un título en Inglés del Somerville College, Universidad de Oxford.
Luego de su graduación, empezó a trabajar como reportera para The Sunday Times y en su tiempo libre se dedicaba a escribir libros. Durante este periodo empezó a trabajar en la saga The Dark Is Rising y completó su primer libro, la novela de ciencia ficción Mandrake.
En 1963, se mudó a los Estados Unidos y se casó con un profesor del Instituto Tecnológico de Massachusetts. Desde entonces se dedicó a su carrera, enfocándose en la saga The Dark Is Rising y en la novela Dawn of Fear (basada en sus experiencias durante la guerra).
En julio de 1996, Cooper se casó con el actor canadiense Hume Cronyn, con quien permaneció hasta la muerte de Cronyn en junio de 2003. Actualmente, Cooper vive en Marshfield (Massachusetts)
.

## Obras

### SagaLos seis signos de la luz
- Sobre el mar, bajo la tierra (1965)
- Los seis signos de la luz (1973)
- Brujaverde (1974)
- El rey gris (1975)
- El árbol de plata (1977)

### Otras novelas
- Victory (2006)
- Green Boy (2002)
- King of Shadows (1998)
- The Boggart and the Monster (1997)
- The Boggart (1993)
- Seaward (1983)
- Dawn of Fear (1970)
- Mandrake (1964)

### Libros para niños
- The Magician's Boy (2005)
- Frog (2002)
- Danny and the Kings (1993)
- Tam Lin (1991)
- Matthew's Dragon (1991)
- The Selkie Girl (1986)
- The Silver Cow (1983)
- Jethro and the Jumbie (1979)